# Åland United
El Åland United es un club de fútbol femenino de Finlandia. Con base en la ciudad de Lemland, Åland, fue fundado en 2004 y compite en la Kansallinen Liiga, primera división del país.
Nacido de la fusión de dos equipos de la región, el IF Finströms Kamraterna y el Lemlands IF. Logró el ascenso a la primera división en 2005 y desde el 2008 opera como un club de fútbol independiente.
Se consagró campeón en 2009 y disputó la Liga de Campeones Femenina de la UEFA.

## Jugadoras

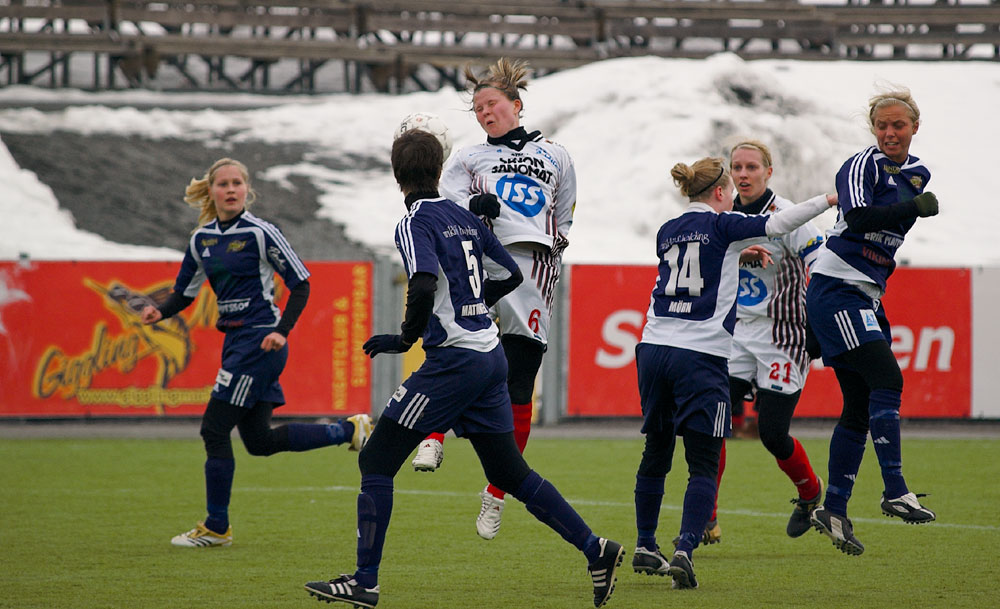
Jugadoras del Åland United (en azul).

## Palmarés
| Competición nacional             | Títulos           | Subcampeonatos |
| -------------------------------- | ----------------- | -------------- |
| Primera División (3/2)           | 2009, 2013, 2020. | 2012, 2014     |
| Copa de Finlandia Femenina (3/1) | 2020, 2021, 2022  | 2019           |